# Artemij Troickij
Artemij Troickij (in russo Арте́мий Тро́ицкий?; traslitterazione anglosassone: Artemy Troitsky; Jaroslavl', 16 giugno 1955) è un giornalista, scrittore e critico musicale russo.
È stato docente di giornalismo musicale presso l'Università statale di Mosca. 
Nel maggio 1986 fu uno degli organizzatori del concerto rock "Account No. 904", strutturato sulla falsariga del Live Aid e promosso per raccogliere fondi a favore delle vittime del Disastro di Černobyl'; fu il primo concerto del genere in Unione Sovietica.
Nel 1988 pubblicò il suo libro più noto, Back in the USSR: The True Story of Rock in Russia, pubblicato in Italia con il titolo Compagno rock; in un articolo dell'epoca sul libro, il quotidiano statunitense The New York Times lo definì "il principale critico del rock sovietico".
Da tempo vive a Tallinn, in Estonia, e lavora come docente tra Tallinn ed Helsinki.

## Opere
- Compagno rock (Back in the USSR: The True Story of Rock in Russia), 1988
- Tusovka (Tusovka: Who's Who in the New Soviet Rock Culture), 1990

## Filmografia parziale
- Down House (2001)
- Paul McCartney in Red Square (2003)
- Gloss (2007)
- Kissing Gorbaciov, regia di Luigi D'Alife e Andrea Paco Mariani - documentario (2023)